# Ayaka's History 2006–2009
ayaka's History 2006-2009 é a primeira coletânea da cantora de j-pop ayaka, lançado em 23 de setembro de 2009. Para o álbum foram feitas três versões os quais foram: ayaka's History 2006-2009 (Regular Edition), ayaka's History 2006-2009 (Photo Book Limited Edition) e ayaka's History 2006-2009 (DVD Limited Edition). Os singles Anata to e Winding Road tiveram a colaboração da dupla Kobukuro.
O álbum ficou em primeiro lugar nas paradas de vendas semanais da Oricon de 2009 por duas semanas consecutivas, e permaneceu na parada por 87 semanas no total.

## Faixas

### ayaka's History 2006-2009 (Regular Edition)
| N.º | Título                   | Duração |  |
| 1.  | "I Believe"              | 4:56    |  |
| 2.  | "Melody: Sounds Real"    | 3:28    |  |
| 3.  | "Real Voice"             | 3:56    |  |
| 4.  | "Mikazuki"               | 4:36    |  |
| 5.  | "Winding Road"           | 4:56    |  |
| 6.  | "Jewelry Day"            | 5:19    |  |
| 7.  | "Clap & Love"            | 3:19    |  |
| 8.  | "Why"                    | 4:26    |  |
| 9.  | "For Today"              | 3:44    |  |
| 10. | "Te o Tsunagō"           | 4:49    |  |
| 11. | "Ai o Utaō"              | 4:59    |  |
| 12. | "Okaeri"                 | 4:42    |  |
| 13. | "Anata to"               | 5:24    |  |
| 14. | "Yume o Mikata ni"       | 4:11    |  |
| 15. | "Koi Kogarete Mita Yume" | 6:00    |  |
| 16. | "Minna Sora no Shita"    | 4:56    |  |

### ayaka's History 2006-2009 (Photo Book Limited Edition)[6]
| Disco 1 |                          |         |  |
| N.º     | Título                   | Duração |  |
| 1.      | "I Believe"              | 4:56    |  |
| 2.      | "Melody: Sounds Real"    | 3:28    |  |
| 3.      | "Real Voice"             | 3:56    |  |
| 4.      | "Mikazuki"               | 4:36    |  |
| 5.      | "Winding Road"           | 4:56    |  |
| 6.      | "Jewelry Day"            | 5:19    |  |
| 7.      | "Clap & Love"            | 3:19    |  |
| 8.      | "Why"                    | 4:26    |  |
| 9.      | "For Today"              | 3:44    |  |
| 10.     | "Te o Tsunagō"           | 4:49    |  |
| 11.     | "Ai o Utaō"              | 4:59    |  |
| 12.     | "Okaeri"                 | 4:42    |  |
| 13.     | "Anata to"               | 5:24    |  |
| 14.     | "Yume o Mikata ni"       | 4:11    |  |
| 15.     | "Koi Kogarete Mita Yume" | 6:00    |  |
| 16.     | "Minna Sora no Shita"    | 4:56    |  |

| Disco 2 |                                                                                           |         |  |
| N.º     | Título                                                                                    | Duração |  |
| 1.      | "Yume no Kakera (夢のカケラ, Pieces of A Dream)"                                          | 3:20    |  |
| 2.      | "Blue Days (ブルーデイズ, Burū Deizu)"                                                    | 4:53    |  |
| 3.      | "Sky"                                                                                     | 4:35    |  |
| 4.      | "Peace Loving People"                                                                     | 3:43    |  |
| 5.      | "Power of Music"                                                                          | 4:41    |  |
| 6.      | "Konya mo Hoshi ni Dakarete... (今夜も星に抱かれて…, Held Again By the Stars Tonight...)" | 4:11    |  |
| 7.      | "Good Night Baby (グンナイベイビー, Gunnai Beibī)"                                        | 3:07    |  |
| 8.      | "Start to 0 (Love)"                                                                       | 3:58    |  |
| 9.      | "Kimi ga Iru Kara (君がいるから, Because You're Here)"                                    | 4:17    |  |
| 10.     | "Arigatō. (ありがとう。, Thank You.)"                                                     | 4:57    |  |
| 11.     | "Minna Sora no Shita: Piano Ver. (みんな空の下＜Ｐｉａｎｏ ｖｅｒ．＞)"                   | 5:02    |  |

### ayaka's History 2006-2009 (DVD Limited Edition)[7]
| Disco 1 |                          |         |  |
| N.º     | Título                   | Duração |  |
| 1.      | "I Believe"              | 4:56    |  |
| 2.      | "Melody: Sounds Real"    | 3:28    |  |
| 3.      | "Real Voice"             | 3:56    |  |
| 4.      | "Mikazuki"               | 4:36    |  |
| 5.      | "Winding Road"           | 4:56    |  |
| 6.      | "Jewelry Day"            | 5:19    |  |
| 7.      | "Clap & Love"            | 3:19    |  |
| 8.      | "Why"                    | 4:26    |  |
| 9.      | "For Today"              | 3:44    |  |
| 10.     | "Te o Tsunagō"           | 4:49    |  |
| 11.     | "Ai o Utaō"              | 4:59    |  |
| 12.     | "Okaeri"                 | 4:42    |  |
| 13.     | "Anata to"               | 5:24    |  |
| 14.     | "Yume o Mikata ni"       | 4:11    |  |
| 15.     | "Koi Kogarete Mita Yume" | 6:00    |  |
| 16.     | "Minna Sora no Shita"    | 4:56    |  |

| Disco 2 |                                                                                           |         |  |
| N.º     | Título                                                                                    | Duração |  |
| 1.      | "Yume no Kakera (夢のカケラ, Pieces of A Dream)"                                          | 3:20    |  |
| 2.      | "Blue Days (ブルーデイズ, Burū Deizu)"                                                    | 4:53    |  |
| 3.      | "Sky"                                                                                     | 4:35    |  |
| 4.      | "Peace Loving People"                                                                     | 3:43    |  |
| 5.      | "Power of Music"                                                                          | 4:41    |  |
| 6.      | "Konya mo Hoshi ni Dakarete... (今夜も星に抱かれて…, Held Again By the Stars Tonight...)" | 4:11    |  |
| 7.      | "Good Night Baby (グンナイベイビー, Gunnai Beibī)"                                        | 3:07    |  |
| 8.      | "Start to 0 (Love)"                                                                       | 3:58    |  |
| 9.      | "Kimi ga Iru Kara (君がいるから, Because You're Here)"                                    | 4:17    |  |
| 10.     | "Arigatō. (ありがとう。, Thank You.)"                                                     | 4:57    |  |
| 11.     | "Minna Sora no Shita: Piano Ver. (みんな空の下＜Ｐｉａｎｏ ｖｅｒ．＞)"                   | 5:02    |  |

| DVD |                                   |         |  |
| N.º | Título                            | Duração |  |
| 1.  | "I Believe (videoclip)"           |         |  |
| 2.  | "Melody (videoclip)"              |         |  |
| 3.  | "Real Voice (videoclip)"          |         |  |
| 4.  | "Mikazuki (videoclip)"            |         |  |
| 5.  | "Winding Road (videoclip)"        |         |  |
| 6.  | "Jewelry Day (videoclip)"         |         |  |
| 7.  | "Clap & Love (videoclip)"         |         |  |
| 8.  | "Why (videoclip)"                 |         |  |
| 9.  | "For Today (videoclip)"           |         |  |
| 10. | "Te o Tsunagō (videoclip)"        |         |  |
| 11. | "Okaeri (videoclip)"              |         |  |
| 12. | "Anata to (videoclip)"            |         |  |
| 13. | "Yume o Mikata ni (videoclip)"    |         |  |
| 14. | "Minna Sora no Shita (videoclip)" |         |  |